# Ornaatapalis
De ornaatapalis (Oreolais pulcher; synoniem: Apalis pulchra) is een zangvogel uit de familie Cisticolidae. De vogel werd in 1891 door Richard Bowdler Sharpe geldig beschreven. 

## Verspreiding en leefgebied
Deze soort komt voor in centraal en oostelijk Afrika en telt twee ondersoorten:
- O. p. pulcher: Kameroen, oostelijk Congo-Kinshasa en Kenia.
- O. p. murphyi: zuidoostelijk Congo-Kinshasa.

## Status
De grootte van de populatie is niet gekwantificeerd maar de soort wordt omschreven alsschaars tot plaatselijk algemeen. Op de Rode lijst van de IUCN heeft deze soort de status niet bedreigd.